# Five Nights at Freddy's (film)
Five Nights at Freddy's è un film del 2023 diretto e co-sceneggiato da Emma Tammi.
La pellicola è l'adattamento cinematografico dell'omonima serie videoludica ed è basato sul primo capitolo della serie. È stato prodotto dalla Blumhouse Productions.

## Trama
Un guardiano notturno cerca disperatamente di fuggire dal Freddy Fazbear's Pizza, ma viene catturato per poi ritrovarsi legato ad una sedia collegata ad una maschera della mascotte Freddy con lame rotanti al suo interno che si fa sempre più vicina. Nonostante gli sforzi per scappare, il guardiano rimane ucciso.
Mike Schmidt è appena stato licenziato dal suo lavoro di guardia del centro commerciale dopo aver pestato violentemente un padre che ha scambiato per un rapitore di bambini. Presso l'agenzia di lavoro, il consulente Steve Raglan, colpito dal suo cognome, gli offre un lavoro di guardia notturna, ma Mike rifiuta. Da piccolo, quando era al campeggio con la famiglia, Mike vide suo fratello minore Garrett venir portato via in auto da uno sconosciuto e, tramite i sogni lucidi, sta cercando di scavare nel suo subconscio per poter scoprire qualche dettaglio in più sul rapitore, ascoltando i suoni degli alberi e fissando un poster del luogo del campeggio. Purtroppo, Garrett non è l'unico fratello di cui Mike deve preoccuparsi: i servizi sociali, sotto la pressione di Jane, sua zia materna, sono prossimi a portargli via l'affidamento della sua sorellina Abby, e né l'aggressività di Mike né il fatto che Abby passa tutto il tempo a disegnare e dialogare con amici immaginari aiuta la situazione.
La bambina conferma al fratello che non vuole stare con la zia: pertanto, controvoglia, Mike ricontatta Steve e accetta il lavoro. Il suo nuovo compito consiste nel sorvegliare l'abbandonata pizzeria Freddy Fazbear's che, a detta di Steve, il proprietario non vuole far demolire. Il locale era popolare negli anni '80, e all'interno si esibivano delle mascotte animatroniche: l'orso Freddy Fazbear, la volpe pirata Foxy, il coniglio Bonnie, e la gallina Chica insieme a Mr. Cupcake. Con l'intenzione di continuare le sue ricerche oniriche sul rapitore del fratello, Mike si porta dietro il necessario per rievocare il ricordo di quel giorno, ma avviene una svolta nel sogno: dopo che l'auto del rapitore svanisce, Mike si ritrova davanti a cinque bambini, ma prima di poter chiedere a loro qualcosa, questi scappano e Mike si risveglia in tempo per chiudere il turno. Intanto, zia Jane, volendo assicurarsi di ottenere l'affidamento della nipote e gli assegni statali, fa combutta con Max, la babysitter di Abby, e suo fratello Jeff per far licenziare Mike dal suo nuovo lavoro, convincendo la banda di Jeff a danneggiare il locale.
La notte seguente, lo stesso sogno si ripete e Mike riesce a raggiungere uno dei bambini, ma questi lo graffia con un uncino di cartone e, con suo gran stupore, la ferita gli compare anche nella realtà. Proprio allora, giunge al locale una poliziotta di nome Vanessa che gli cura la ferita e gli mostra più del posto, tra cui le mascotte animatroniche, ancora in funzione. Vanessa inoltre racconta che i guardiani del locale non durano mai a lungo e che la pizzeria fu costretta ad una prematura chiusura quando al suo interno scomparvero cinque bambini e nessuno di loro fu più ritrovato. Non appena Mike lascia il posto di lavoro la mattina, Jeff e la sua banda entrano nell'edificio e si mettono a vandalizzarlo, ma uno ad uno sono uccisi dagli animatroni e quando Max entra per vedere come mai suo fratello non ha fatto ritorno, anche lei va incontro la stessa sorte. Nel pomeriggio, Vanessa giunge a casa di Mike per comunicargli che qualcuno ha vandalizzato il locale e che lei ha trovato i sonniferi che ha dimenticato in ufficio. Mike quindi le spiega di come sta sfruttando i sogni lucidi per scoprire di più dietro la scomparsa del fratello.
Con Max irreperibile, Mike si ritrova costretto, la terza notte, a portarsi dietro la sorella. Mentre dorme, Mike riesce finalmente a comunicare con uno dei cinque bambini, supplicandolo di dirgli qualcosa sul rapitore, in cambio di qualsiasi cosa, ma prima di avere una risposta concreta, Mike si sveglia udendo le urla della sorella: Abby, attirata dai suoi amici immaginari, ha scoperto che gli animatroni sono vivi e stava giocando e disegnando con loro. Nonostante gli animatroni siano amichevoli con entrambi, Mike porta via la sorella. Notando poi anche i disegni di Abby sui suoi amici immaginari, scopre che non solo sono i cinque bambini del suo sogno, ma che ognuno di loro porta un gingillo come quello degli animatroni, arrivando alla conclusione che i robot sono posseduti dai loro fantasmi. Con l'intenzione di chiedere del rapitore di Garrett direttamente ai robot tramite Abby, Mike decide di portarla di nuovo con sé.
La notte seguente, Abby inizia un pigiama party con i robot. Anche Vanessa arriva e quando Mike le domanda se sapeva dei fantasmi, Vanessa soddisfa la sua curiosità, ma è chiaro che conosce molte bene il posto, specie quando dimostra di sapere come funzionano i vecchi costumi-animatroni del magazzino con bloccaggi a molla (tute che potevano essere indossate dai dipendenti con la possibilità di inserire dentro un endoscheletro, trattenuto dai bloccaggi, alquanto sensibili e pericolosi), per poi imporre a Mike di non riportare più Abby al locale. Nonostante ciò, il gruppo passa un tranquillo pigiama party con gli animatroni, che si conclude dopo che Abby prende la scossa toccando la chitarra di Bonnie. Onestamente preoccupato per ciò che gli ha detto Vanessa, Mike contatta zia Jane affinché tenga d'occhio Abby per la notte, mentre lui fa ritorno al locale coi sonniferi per interrogare i fantasmi nel suo sogno.
Tuttavia l'incontro prende una piega diversa: i fantasmi offrono a Mike ciò che veramente vuole, passare tutto il tempo che vuole con il fratello nei suoi sogni senza che il suo rapimento prenda luogo, in cambio dovrà cedere Abby a loro. Mike in un primo momento accetta, ma poi decide di rifiutare subito dopo. Furiosi, i bambini lo aggrediscono e, oltre a ritrovarsi le stesse ferite nella realtà, Mike si ritrova anche legato alla sedia dove era stato messo il guardiano di inizio film, ma riesce a liberarsi in tempo. Dopo aver scorto i corpi di Max e della banda ficcati in delle tute animatroniche di riserva. Mike scappa inseguito da Foxy e all'ultimo è salvato da Vanessa, che lo cura presso il magazzino della polizia dove la ragazza vuota il sacco: lei è la figlia del fondatore della pizzeria, un sadico uomo noto come William Afton, nonché il rapitore e assassino dei cinque bambini, che attirò lontano da sguardi indiscreti nei panni di un vecchio costume da coniglio giallo (Spring Bonnie) dotato di bloccaggi a molla. Costretta dal padre, Vanessa era diventata sua complice, con l'obiettivo di tenere all'oscuro i guardiani sulla verità dietro il posto, ossia che i bambini scomparsi non furono mai ritrovati perché nascosti negli animatroni che, in parte controllati da William, gli offrono nuove vittime nella forma dei guardiani o, nel caso di Mike, di Abby. I bambini morti non sono a conoscenza del loro vero assassino e considerano il coniglio giallo come loro amico. Tuttavia, Vanessa ha iniziato a ribellarsi a questa situazione dopo aver capito che il rapitore di Garrett non fu altri che suo padre.
Nel frattempo, Abby viene raggiunta da uno dei fantasmi, che ha possesso una vecchia tuta gialla di Freddy (Golden Freddy) e, dopo aver ucciso zia Jane, accompagna Abby al Freddy's in taxi, dove Chica si appresta a metterla in uno dei costumi a molla. Mike arriva però in tempo, evitando per un pelo Bonnie e Freddy e, armato di pungoli e taser, disattiva gli animatroni: la loro uscita viene però bloccata da William Afton con indosso la tuta di Spring Bonnie, che dà filo da torcere alla guardia. Vanessa sopraggiunge per cercare di convincere il padre a cambiare idea: questi si toglie la maschera, rivelandosi essere Steve Raglan, e la pugnala per poi riattivare gli animatroni messi fuori uso dai taser. Mike, intanto, notando un disegno sulla bacheca raffigurante il coniglio giallo che gioca con i bambini, dice a sua sorella di disegnare la realtà e Abby esegue, disegnando il coniglio giallo come un mostro grottesco che ha fatto del mali ai bambini. Gli animatroni si fermano improvvisamente e osservano con ferocia, il disegno di Abby, avendo compreso infine la verità. Ora che hanno compreso che Afton è loro nemico e responsabile della loro morte, lo attaccano, facendo così scattare i bloccaggi a molla al interno della sua tuta, uccidendolo. L'uomo, con le ultime forze, promette che "ritornerà sempre". Mentre gli animatroni si ritirano con il corpo di William, Mike prende sua sorella e Vanessa e fugge.
Tempo dopo, ora che Abby non ha più i suoi "amici immaginari", Mike viene dichiarato un guardiano legale adatto per la sorella, e i fratelli riescono a vivere insieme. Durante una cena Abby chiede a Mike se potranno in futuro ritrovare i loro "amici" riferendosi agli animatroni, e Mike non esclude questa possibilità. Vanessa, invece, è stata ricoverata in ospedale dove è caduta in coma, dove Mike la perdona e la ringrazia dell'aiuto. Nel frattempo in pizzeria il fantasma di Golden Freddy osserva compiaciuto la sofferenza di Afton che, come le sue vittime, sta diventando tutt'uno con la sua tuta.
In una scena durante i titoli di coda, il tassista che ha accompagnato Abby e Golden Freddy al Freddy Fazbear's, durante un momento di pausa, viene spaventato da Balloon Boy (un piccolo animatrone del locale). Sul finire dei titoli di coda, si sente un carillon riprodurre la melodia di Grandfather's Clock, ed una voce distorta che pronuncia le lettere "O", "R", "A"-"T", "R", "O", "V", "A", "M", "I".

## Personaggi
- Mike Schmidt: il nuovo addetto alla sicurezza del Freddy Fazbear's Pizza, lavoro che ha accettato in modo da poter mantenere se stesso e sua sorella minore Abby. È interpretato da Josh Hutcherson e doppiato in italiano da Manuel Meli.[4][5]
- Abby: la sorellina di Mike, dotata di grande sensibilità e immaginazione.[4][5] È interpretata da Piper Rubio e doppiata in italiano da Sofia Suarez.
- William Afton / Steve Raglan / Spring Bonnie: un serial killer sadico e narcisista caratterizzato dal suo attaccamento ad un peculiare costume da coniglio giallo, all'interno del quale finirà per morire alla fine del film. Dopo aver ucciso cinque bambini al Freddy's, decise di adottare un profilo basso e, sotto falso nome, divenne un consulente di carriera.[4][5] È interpretato da Matthew Lillard e doppiato in italiano da Christian Iansante.
- Vanessa: un'agente di polizia che conosce i segreti più oscuri del Freddy Fazbear's Pizza.[4][5] È interpretata da Elizabeth Lail e doppiata in italiano da Chiara Oliviero.
- Zia Jane: l'austera e severa zia di Mike ed Abby, che ritiene Mike un tutore inadatto ed intende ottenere l'affidamento di Abby.[4][5] È interpretata da Mary Stuart Masterson e doppiata in italiano da Sabrina Duranti.
- Max: la distratta e ingenua babysitter di Abby.[4][5] È interpretata da Kat Conner Sterling e doppiata in italiano da Emanuela Ionica.
- Jeff, Hank e Carl: una banda di teppisti che irrompe nel Freddy's.[5] Sono interpretati rispettivamente da David Lind, Christian Stokes (doppiato in italiano da Simone Mori) e Joseph Poliquin.
- I cinque bambini fantasma: le anime dei cinque bambini uccisi al Freddy's negli anni '80, che appaiono ripetutamente nei sogni di Mike.[5] Sono interpretati da Grant Feely, Asher Colton Spence, David Houston Doty, Liam Hendrix e Jophielle Love.
- Garrett: il fratello minore di Mike, che è stato rapito nel 1987, quando Mike aveva 12 anni.[5] È interpretato da Lucas Grant.
- Dottoressa Lillian: una psicologa che lavora per i servizi sociali.[5] È interpretata da Tadasey Young.
- Doug: l'avvocato di zia Jane.[5] È interpretato da Michael P. Sullivan.
- Bob: un addetto alla sicurezza che ricoprì il ruolo di guardia notturna al Freddy Fazbear's Pizza prima di Mike.[5] È interpretato da Ryan Reinike.
- Kim: un'impiegata di Fazbear Entertainment che appare nelle videocassette destinate ai nuovi impiegati.[5] È interpretata da Bailey Winston e doppiata in italiano da Sara Crestini.
- Jeremiah: addetto alla sicurezza del centro commerciale presso cui Mike lavorava prima di essere licenziato.[5] È interpretato da Theodus Crane.
- Cindy: gelataia del centro commerciale presso cui Mike lavorava prima di essere licenziato.[5] È interpretata da Julia Belanova.

Per rappresentare i personaggi animatronici Freddy, Foxy, Bonnie, Chica e Golden Freddy, sono stati utilizzati veri animatroni prodotti dalla Jim Henson's Creature Shop. Nelle scene che richiedevano maggiore mobilità, Freddy, Bonnie e Chica sono stati interpretati dagli stuntman Kevin Foster, Jade Kindar-Martin e Jess Weiss. Nelle scene in cui Foxy canticchia, la voce ascoltata è quella di Kellen Goff.
Fanno un cameo nel film gli youtuber Cory DeVante Williams, in arte CoryxKenshin, che appare nei panni di un tassista, e Matthew Robert Patrick, in arte MatPat, noto per le sue numerose analisi dei giochi della serie nel suo canale The Game Theorist, che interpreta un cameriere (che in una scena sostiene che il pranzo, non la colazione, sia il pasto più importante della giornata e, quando viene contestato, replica "è solo una teoria", riferimento alla frase detta da Patrick alla fine di ogni suo video). Il nome che appare sulla targhetta del cameriere interpretato da Patrick è Ness, riferimento al protagonista di EarthBound, che in un'altra teoria Patrick aveva ipotizzato essere la vera identità di Sans di Undertale.
Bob sarebbe inoltre dovuto essere interpretato dallo youtuber Mark Edward Fischbach, in arte Markiplier, la cui popolarità crebbe ulteriormente grazie alla serie, ma quest'ultimo non poté accettare a causa di impegni.

## Produzione
Il film ha avuto una produzione travagliata.
Il progetto è stato originariamente annunciato dalla Warner Bros. nel 2015 con la regia affidata a Gil Kenan, ma dal 2017 il film è stato preso in carico dalla Blumhouse Productions e Kenan abbandonò il progetto. Il film, che originariamente doveva uscire nelle sale cinematografiche nel 2020, è stato poi rimandato in seguito a una completa revisione del copione nel 2018, per volere di Scott Cawthon. Nel 2021 è stato annunciato che il precedente regista e sceneggiatore, Chris Columbus, non sarebbe più stato coinvolto nella creazione del film. Nell'agosto 2022 venne annunciato che la Jim Henson's Creature Shop si sarebbe occupata per la creazione degli animatroni e i costumi per il film. La nuova regista, Emma Tammi, venne annunciata l'ottobre seguente e due mesi dopo, i primi membri del cast.
Le riprese, che sarebbero dovute iniziare a primavera 2021, ma poi sono state rimandate in modo da poter ultimare la sceneggiatura, sono cominciate il 2 febbraio 2023 a New Orleans e si sono concluse il 3 aprile dello stesso anno.
I costi di produzione del film sono stati interamente recuperati dagli accordi di distribuzione nelle sale cinematografiche e sui servizi di streaming, secondo il produttore Jason Blum.

## Colonna sonora
La canzone ascoltata durante lo scorrere dei titoli di coda è Five Nights at Freddy's, canzone fanmade creata dai The Living Tombstone tre settimane dopo l'uscita del primo gioco, che hanno composto la colonna sonora del film.

## Promozione
Il primo teaser trailer è stato distribuito il 17 maggio 2023. Il secondo trailer venne pubblicato il 27 giugno successivo. Il terzo trailer venne pubblicato il 30 agosto.

## Distribuzione

### Data di uscita
Il film è uscito nelle sale cinematografiche statunitensi in data 27 ottobre 2023, con delle proiezioni anticipate il 26 dello stesso mese, mentre su Peacock TV è arrivato già il 26 ottobre. La data di uscita nelle sale italiane era prima stata dichiarata l'8 novembre, ma l'uscita è stata poi anticipata al 2, con un'anteprima il 31 ottobre. Il 13 ottobre 2023 sono state aperte le prevendite sui siti online.

### Divieti
Nel suo paese d'origine, il film è stato considerato PG-13. In Italia, è stato vietato ai minori di 14 anni,poi rivalutato 6+, e in Inghilterra ai minori di 15.

### Edizione italiana
Il doppiaggio è stato curato della Dubbing Brothers Int. Italia e diretto da Gabriele Lopez con l'assistenza di Emanuela Acampora, sui dialoghi di Valerio Piccolo.

## Accoglienza

### Incassi
Nel giorno d'apertura il film ha incassato quasi 40 milioni di dollari diventando il miglior esordio per un film basato su un videogioco, record detenuto prima da Super Mario Bros. - Il film con circa 31 milioni. Il record venne tuttavia superato di nuovo nel 2025 da Un film Minecraft.
Ha incassato 137275620 $ in Nordamerica e 154218000 $ nel resto del mondo, per un totale di 291493620 $, diventando il quarto film più redditizio di Blumhouse, il miglior esordio per la casa di produzione (superando Halloween con 76 milioni), il secondo esordio più alto per un film day and date (dopo Black Widow con 80.3 milioni) ed il terzo esordio migliore per un film horror dopo It - Capitolo Uno e It - Capitolo Due.
In Italia ha incassato 5387808 € con 673476 presenze. È il film horror con più incassi del 2023. A dicembre 2023, divenne il film Blumhouse con gli incassi più alti.

### Critica
Alla prima proiezione negli Stati Uniti, il film venne stroncato dalla critica cinematografica, e con l'uscita internazionale ha ricevuto recensioni generalmente negative.
Sull'aggregatore di recensioni Rotten Tomatoes ha una percentuale di gradimento del 32% basato su 213 recensioni, con un voto medio di 4,6 su 10. Il consenso critico del sito recita: «Pieno di easter egg, Five Nights at Freddy's può essere divertente da guardare per i fan del gioco, ma la maggior parte degli spettatori di qualsiasi altra convinzione troverà questo adattamento confuso e decisamente poco spaventoso».
Su Mymovies.it ha una valutazione di 2,29/5 con un punteggio di 1,5/5 da parte della critica di Emanuele Sacchi. Su Comingsoon.it ha una valutazione di 2 di 5, e infine sull'aggregatore Metacritic l'opinione è generalmente sfavorevole (33 su 100 basandosi su 38 recensioni). Uno dei pochi critici a dare un voto positivo al film è stato Antonio Cuomo di Movieplayer.it con 3 stelle su 5. Al contrario, Giulio Zoppello di Wired non ha apprezzato il film, definendolo noioso e con poche idee.

## Riconoscimenti
- 2023 - Razzie Awards
  - Candidatura alla peggiore attrice non protagonista a Mary Stuart Masterson

## Citazioni e riferimenti
- Mike porta con sé un libro intitolato Dream Theory (in italiano Teoria del sogno), riferimento ad una vecchia teoria del canale The Game Theorists secondo cui tutti gli avvenimenti della serie, eccetto i minigame in 8bit di Five Nights at Freddy's 4, fossero solamente un sogno.[2][48]
- La tavola calda in cui Zia Jane discute con la banda di Jeff è chiamata Sparky's Diner; ciò è un riferimento a Sparky, un animatrone dalle sembianze di un cane che, secondo false voci poi smentite, poteva apparire nel primo gioco della serie.[2][48]
- Nella stanza dei pezzi di ricambio (Parts and Service) è presente un costume da cane, altro riferimento a Sparky.[2][48]
- In uno dei sogni di Mike si vede il bambino che possiede Foxy "piangere" delle lacrime nere che coprono anche le pupille, questo è un riferimento al design dei fantasmi dei bambini apparsi nella saga, che hanno gli occhi neri che lacrimano, appunto, di nero.[senza fonte]

## Sequel
Nell'agosto 2018, Cawthon ha affermato che se il film avesse avuto successo, avrebbe potuto essere trasformato in una trilogia, seguendo rispettivamente gli eventi del secondo e del terzo gioco. Nel gennaio 2023, in un'intervista sul podcast WeeklyMTG, Lillard ha rivelato di aver firmato un contratto di tre film con gli studi. La produzione del sequel del film, Five Nights at Freddy's 2, inizierà nel 2024 con Emma Tammi di ritorno come regista. Le riprese sono previste per Autunno 2024. L'11 aprile 2024 viene confermato in maniera ufficiale l'uscita del film prevista per il 5 dicembre 2025 nel Nord America. L'11 settembre 2024, Matthew Lillard conferma l'inizio delle riprese, previsto per ottobre 2024, sui social della Universal viene confermata la data di uscita al 4 dicembre 2025.